# Epiphile iblis
Epiphile iblis är en fjärilsart som beskrevs av Felder 1861. Epiphile iblis ingår i släktet Epiphile och familjen praktfjärilar. Inga underarter finns listade i Catalogue of Life.